# Чемпионат Ленинграда по футболу 1928 (весна)
Чемпионат Санкт-Петербурга по футболу 1928 (весна) стал ХХ весенним первенством и вторым, проведенным спортивной комиссией Ленинградского областного совета профессиональных союзов (ЛОСПС).
Победителем во второй раз стала команда «Пищевкус».

## Организация и проведение турнира
Турнир проводился совместно ЛОСПС и ЛОСФК (Ленинградский областной совет физической культуры) и включил в себя все футбольные клубы города — как профсоюзные, так и ведомственные. Всего участвовали 68 клубов («кружков»), 312 команд и около 4 тысяч футболистов. Они были разделены на 11 соревновательных уровней (групп); турниры проводились в «клубном зачёте» с суммированием результатов выступлений всех команд клуба.
На высшем соревновательном уровне (I группа, I команды) участвовали 6 клубов
- «Динамо»
- ЛОСПС (Клуб ЛОСПС) — клуб, представлявший спортивную комиссию совета профсоюзов; ранее носил название ЦДФК
- «Пищевкус»
- Клуб им.Ленина — клуб, представлявщий завод «Большевик» (также для клуба употреблялось название «Большевик»)
- «Красный путиловец»
- Пролетарский завод

Турнир прошел по круговой системе в один круг.

## Ход турнира
В скоротечном турнире уверенную победу одержал «Пищевкус», обладавший отличным подбором футболистов и поставленной командной игрой под руководством Михаила Бутусова. Все прочие клубы, по отзывам прессы, не обрели формы и демонстрировали невыразительную игру.

### Турнирная таблица

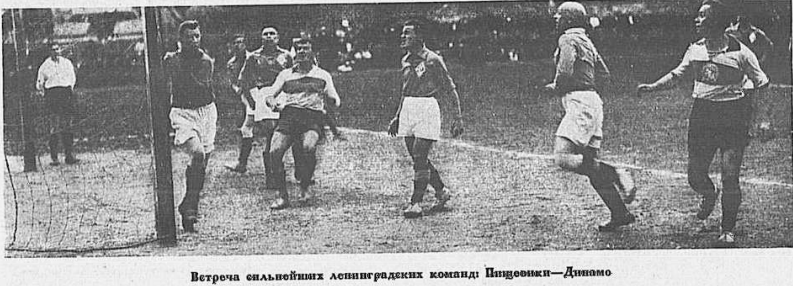

| № | Команды             | 1    | 2   | 3   | 4   | 5    | 6   | В | Н | П | М       | О  |
| - | ------------------- | ---- | --- | --- | --- | ---- | --- | - | - | - | ------- | -- |
|   | «Пищевкус»          |      | 2:1 | 8:2 | 5:2 | 13:1 | 4:0 | 5 | 0 | 0 | 32 — 6  | 10 |
|   | «Динамо»            | 1:2  |     | 2:2 | 0:0 | 4:3  | 5:0 | 2 | 2 | 1 | 12 — 7  | 6  |
|   | ЛОСПС               | 2:8  | 2:2 |     | 3:3 | 3:3  | 4:0 | 1 | 3 | 1 | 14 — 16 | 5  |
| 4 | Клуб им.Ленина      | 2:5  | 0:0 | 3:3 |     | 3:2  | 1:3 | 1 | 2 | 2 | 9 — 13  | 4  |
| 5 | «Красный путиловец» | 1:13 | 3:4 | 3:3 | 2:3 |      | 1:0 | 1 | 1 | 3 | 10 — 23 | 3  |
| 6 | Пролетарский завод  | 0:4  | 0:5 | 0:4 | 3:1 | 0:1  |     | 1 | 0 | 4 | 3 — 15  | 2  |

### Матчи
| 20 мая | Клуб им.Ленина                                                             | 3:3 | ЛОСПС                | «Большевик» |
| | - Ф.Семёнов (1:0)′ - Д.Штукин (пен.) - Мурашев (2:3)′ - Н.Емельянов (3:3)′ |     | - (1:1)′ П.Григорьев |             |
| Клуб им.Ленина: Савинцев - Д.Штукин, Беляков, Ф.Семёнов, Мурашев, Н.Емельянов ... ЛОСПС: ... В.Топталов, Уннам, П.Григорьев, Б.Шелагин ... |                                                                            |     |                      |             |

| 20 мая | «Динамо»         | 4:3 | «Красный путиловец» | «Динамо» |
| | - Батырев (4:3)′ |     | - (3:3)′ Язев       |          |
| «Динамо»: Н.Соколов - ..., В.Семёнов - А.Васильев, Батырев, Надуваев - Д.Родионов, ..., Горелкин, С.Родионов, А.Богданов «Красный путиловец»: Левицкий - ... Воног, Язев ... |                  |     |                     |          |

| 20 мая | «Пищевкус»               | 4:0 | Пролетарский завод | поле Пролетарского завода |
| | - М.Бутусов - Колотушкин |     |                    |                           |
| «Пищевкус»: В.Алексеев - П.Бутусов, Адт - А.Петров, М.Кононов, Гуськов - К.Егоров, М.Бутусов, Антипов, Колотушкин, В.Андреев |                          |     |                    |                           |

| 27 мая | «Пищевкус»                        | 2:1 | «Динамо»        | «Динамо»       |
| | - М.Бутусов 30′ - Колотушкин ~35′ |     | - 3′ А.Богданов | Зрителей: 4000 |
| «Пищевкус»: Чесноков - П.Бутусов, Юденич - А.Петров, М.Кононов, Гуськов - К.Егоров, М.Бутусов, Антипов, Колотушкин, Борисов «Динамо»: Н.Соколов - А.Корнилов, В.Семёнов - А.Васильев, Батырев, Надуваев - Д.Родионов, Апарин, Горелкин, С.Родионов, А.Богданов |                                   |     |                 |                |

| 27 мая | Клуб им.Ленина | 3:2 | «Красный путиловец» |  |

| 27 мая                                                                            | ЛОСПС | 4:0 | Пролетарский завод | поле Пролетарского завода |
| ЛОСПС: ... В.Топталов, М.Сергеев, И.Столяров, Полунин, П.Григорьев, Б.Шелагин ... |       |     |                    |                           |

| 4 июн | Пролетарский завод | 3:1 | Клуб им.Ленина           |  |
|       |                    |     | - (3:1)′ (пен.) Д.Штукин |  |

| 4 июн | «Пищевкус» | 13:1 | «Красный путиловец» |  |

| 4 июн                                                                                | ЛОСПС                                   | 2:2 | «Динамо»                                       | ЛОСПС |
|                                                                                      | - М.Сергеев (1:0)′ (пен.) (2:2)′ (пен.) |     | - (1:1)′ (пен.) А.Васильев - (1:2)′ С.Родионов |       |
| ЛОСПС: Данилевич - М.Сергеев, Б.Шелагин ... «Динамо»: ... А.Васильев, С.Родионов ... |                                         |     |                                                |       |

| 10 июн                                                                                       | «Пищевкус» | 5:2 | Клуб им.Ленина       | поле «Пищевкуса» |
|                                                                                              |            |     | - (0:1)′ Н.Емельянов |                  |
| «Пищевкус»: ... П.Бутусов, М.Бутусов ... Клуб им.Ленина: Савинцев - Беляков, Н.Емельянов ... |            |     |                      |                  |

| 10 июн | «Красный путиловец» | 3:3 | ЛОСПС               |  |
|        |                     |     | - (3:3)′ И.Столяров |  |

| 10 июн | «Динамо» | 5:0 | Пролетарский завод |  |

| 24 июн | «Динамо» | 0:0 | Клуб им.Ленина |  |

| 24 июн | «Пищевкус»                                                  | 8:2 | ЛОСПС                                               |  |
| | - Колотушкин 13′ - Гуськов (2:1)′ - М.Сергеев (5:2)′ (авт.) |     | - (1:1)′ (пен.) (пен.) М.Сергеев - (4:2)′ Б.Шелагин |  |
| «Пищевкус»: ... - П.Бутусов, Юденич - А.Петров, М.Кононов, Гуськов - К.Егоров, М.Бутусов, Антипов, Колотушкин, ... ЛОСПС: ... Горшков, М.Сергеев, Б.Шелагин ... |                                                             |     |                                                     |  |

| 24 июн | «Красный путиловец»    | 1:0 | Пролетарский завод |  |
|        | - (пен.) (пен.) (пен.) |     |                    |  |

### «Клубный зачет»
- Победитель — «Пищевкус» (30 очков)
- 2 место — ЛОСПС (25)
- 3 место — «Динамо» (22)[2]

## Минорные соревновательные уровни
Победители в турнирах главных команд и в «клубном зачёте»
| II группа             | III группа             | IV группа                 | V группа      | VI группа                | VII группа           | VIII группа      | IХ группа       | Х группа                  | ХI группа               |
| I команды             | I команды              | I команды                 | I команды     | I команды                | I команды            | I команды        | I команды       | I команды                 | I команды               |
| --------------------- | ---------------------- | ------------------------- | ------------- | ------------------------ | -------------------- | ---------------- | --------------- | ------------------------- | ----------------------- |
| - «Победа коммунизма» | - «Желдор»             | - «Красный судостроитель» | - «Севкабель» | - Пролетарский завод «Б» | - Клуб Им.Самойловой | - Клуб им.Орлова | - «Возрождение» | - «Красный путиловец» «Б» | - Больница им.Мечникова |
| «Клубный зачёт»       |                        |                           |               |                          |                      |                  |                 |                           |                         |
| - «Красный выборжец»  | - фабрика им.Халтурина | - «Красный судостроитель» | - «Севкабель» | - Деревообделочный завод | - Октябрьская Ж/Д    | - «Балтвод»      | - «Возрождение» | - Клуб им.Ленина «Б»      | - Больница им.Мечникова |